# 礁真鰃
礁真鰃為輻鰭魚綱金眼鯛目金鱗魚亞目金鱗魚科的其中一種，分布於西大西洋區，從美國佛羅里達州至南美洲北部海域，棲息深度1-30公尺，本魚身體細長而側扁，鼻子小刺突出，上部兩側具窄的白色條紋，體紅色和銀色相間；棘突背鰭紅色，背鰭硬棘11枚，背鰭軟條12枚，臀鰭硬棘4枚，臀鰭軟條8枚，體長可達15公分，棲息在沙底質、石底質或珊瑚礁區，夜行性。

## 擴展閱讀
維基物種上的相關：礁真鰃